# 제1전투비행단 외자우
제1전투비행단 외자우(독일어: Jagdgeschwader 1 „Oesau“; JG 1)는 제2차 세계 대전 당시 독일 국방군 공군의 부대 중 하나이다.
1940년에서 1942년 사이에는 주로 서부전선 및 북유럽 점령지에서 활동했다. 이 시기 JG 1은 대규모 교전에 참여한 일은 거의 없었다. 이후 1942년 말부터 독일 본토 방공전에 참여하게 되어 연합군이 노르망디에 상륙한 이후 프랑스로 이동하여 육군에 대한 항공지원 임무를 맡았다. 이후 보텐플라테 작전을 거치며 JG 1의 전력은 심하게 열화되었다.
전쟁이 막바지로 치닫던 1945년 5월 4일 해산되었고 남은 병력은 연합군에게 항복했다.